# Café de Maraba
Le Café de Maraba (Kinyarwanda : Ikawa ya Maraba) est un café du commerce équitable produit dans la région de Maraba dans le Sud du Rwanda.
Les plantes de café de Maraba sont issues de la variété Bourbon de l'espèce Arabica et poussent sur des sols volcaniques fertiles des collines de haute altitude. Le fruit est cueilli à la main, souvent durant la saison humide entre mars et mai, et est rapporté vers une station de lavage à Maraba, où les grains de café sont extraits et séchés. À plusieurs étapes, les grains sont triés selon leur qualité. Les fermiers sont payés en fonction de la quantité et de la qualité des grains qu'ils fournissent.
Les grains sont ensuite vendus à différentes entreprises de torréfaction, les meilleurs grains étant envoyés à l’Union Coffee Roasters of the United Kingdom à Londres, qui distribue une marque labellisée Commerce équitable et à Community Coffee, une des plus grandes franchises familiales de torréfaction aux États-Unis. La Rwanda Specialty Coffee Roasters achète à Maraba et fournit le marché intérieur. On brasse également le café de Maraba pour en faire de la bière.
Environ 2000 cultivateurs de café cultivent le caféier au sein de la coopérative Abahuzamugambi, fondée en 1999. Depuis l'année 2000, la coopérative est soutenue par l'Université nationale du Rwanda (UNR) et le projet PEARL. Cette coopérative, composée de nombreux exploitants ayant perdu leur famille lors du génocide du Rwanda, a contribué a l'amélioration de la qualité du café et de sa pénétration dans le marché du café. Les revenus des exploitants ont augmenté, permettant des investissements de bétail, des assurances-maladie plus accessibles et l'amélioration de l'éducation.

## Géographie et climat

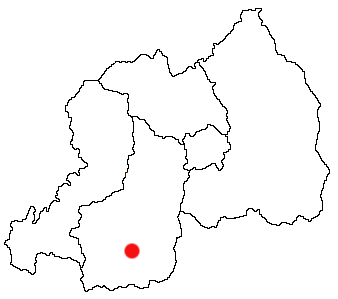
Emplacement de Maraba, Rwanda

Le café de Maraba pousse au sud de Rwanda aux coordonnées 2° 35′ S, 29° 40′ E, à environ 12 km de Butare et 150 km de la capitale, Kigali. Ce projet a démarré dans la circonscription de Maraba de la province de Butare, mais ces entités ont été recomposées lors de la réorganisation du gouvernement local en 2006, et la zone fait désormais partie de la circonscription de Huye dans la province du Sud. Cette zone est très vallonnée, étant proche de la branche occidentale de la vallée du Grand Rift et de la montagneuse forêt de Nyungwe, et présente des sols volcaniques fertiles. Le café pousse en altitude entre 1 700 et 2 100 m, d'ordinaire sur des pentes escarpées aménagées en terrasses. La région est habituellement confrontée à une moyenne annuelle de 115 cm de précipitations. La majorité de la pluie tombe durant la saison humide de mars à mai, la principale saison de cueillette du café. La haute altitude abaisse la température légèrement à une moyenne autour de 20 °C. Les variations saisonnières sont très limitées.

## Cycle de production

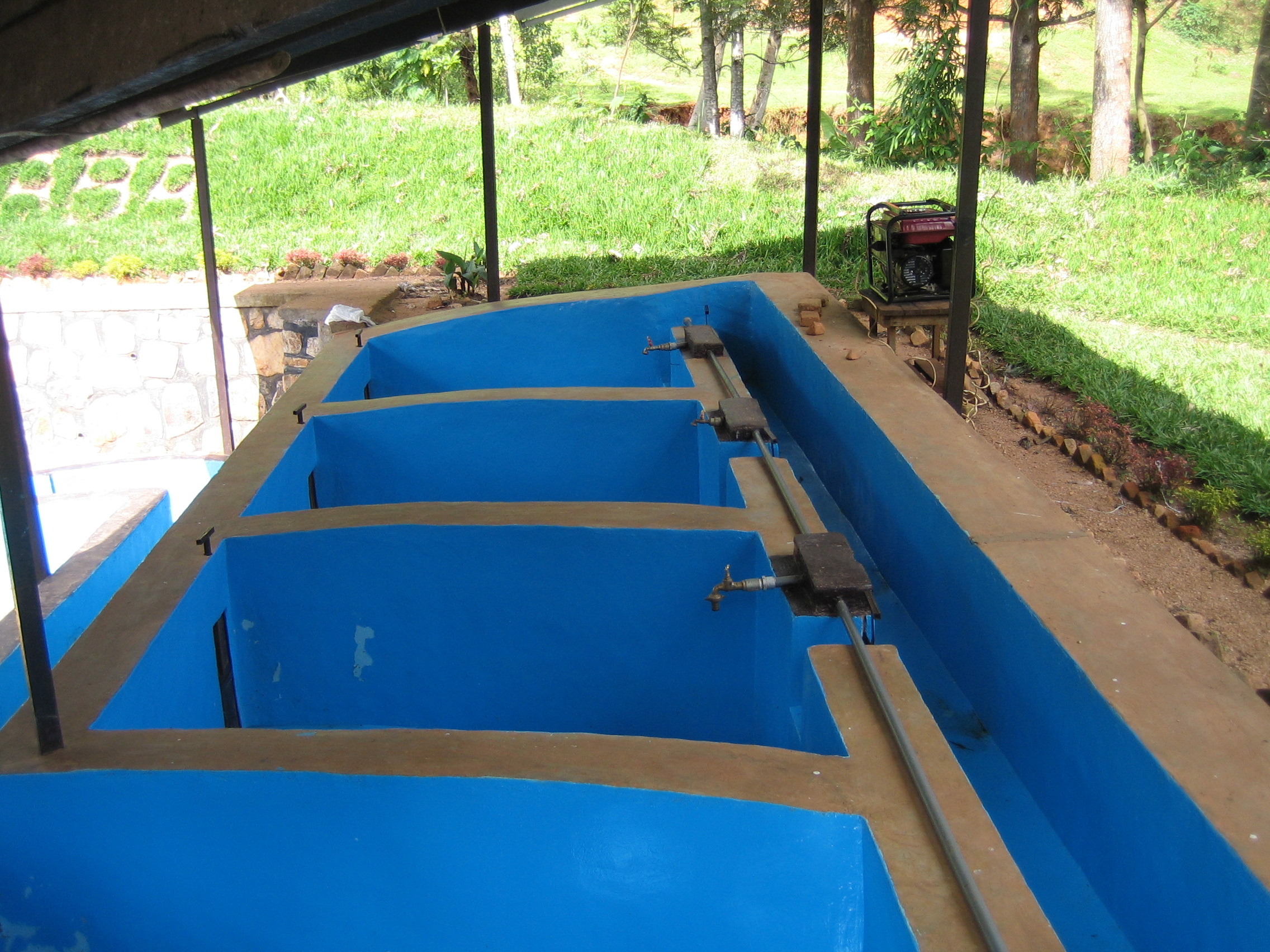
Cuves de rétention

La cueillette du café au Rwanda a lieu principalement au cœur de la saison humide, de mars à fin mai. Lors de la récolte, les cultivateurs passent la plupart de leur journée à cueillir les baies à la main. Le soir, ils les rapportent dans des paniers traditionnels tressés en feuilles de banane à la station de lavage, qui peut se trouver à plusieurs heures de marche. Les techniciens trient à la main les grains pour ramasser les meilleurs baies, celles ayant une couleur rouge intense, et renvoie le reste au producteur pour une vente locale hors du circuit de traitement de Maraba à un plus bas prix. Les techniciens rétribuent le producteur environ 0,10 $/kg. Cet argent est accumulé, et l'association transfère le total tous les 15 jours sur le compte bancaire des cultivateurs.
Les techniciens commencent ensuite le processus de lavage immédiatement, car le délai peut engendrer la fermentation de la pellicule sucrée enveloppant le grain et la perte du goût du café. Les grains sont d'abord jetés dans une cuve profonde. Les meilleurs baies s'enfoncent et passent à travers une machine qui retire leur peau. Les techniciens retirent toutes les baies qui flottent et les traitent de la même manière que les précédentes pour la coopérative en les revendant sur le marché intérieur pour un prix moins élevé que celui d'un café supérieur. Les bons grains avancent ensuite dans une des trois machines de dépiautage et de tri de la coopérative pour retirer leur peau et la majeure partie de leur pellicule sucrée avant qu'ils ne traversent une passoire vibrante. La passoire sépare les grains de qualité supérieure de catégorie A beans de ceux de catégorie B ; ces deux catégories redescendent séparément la colline via une rigole d'eau à 1 % de pente. Cela permet de les séparer encore plus finement en fonction de leur qualité, avec environ 15 cuves tout en bas pour capter ces différents types. ces grains sont conservés immergés, jusqu'à deux jours pour les meilleurs et de 15 à 20 heures pour ceux de qualité moins élevée, ce qui engendre une petite fermentation pour transformer le reste du sucre sans altérer de manière significative leur saveur.

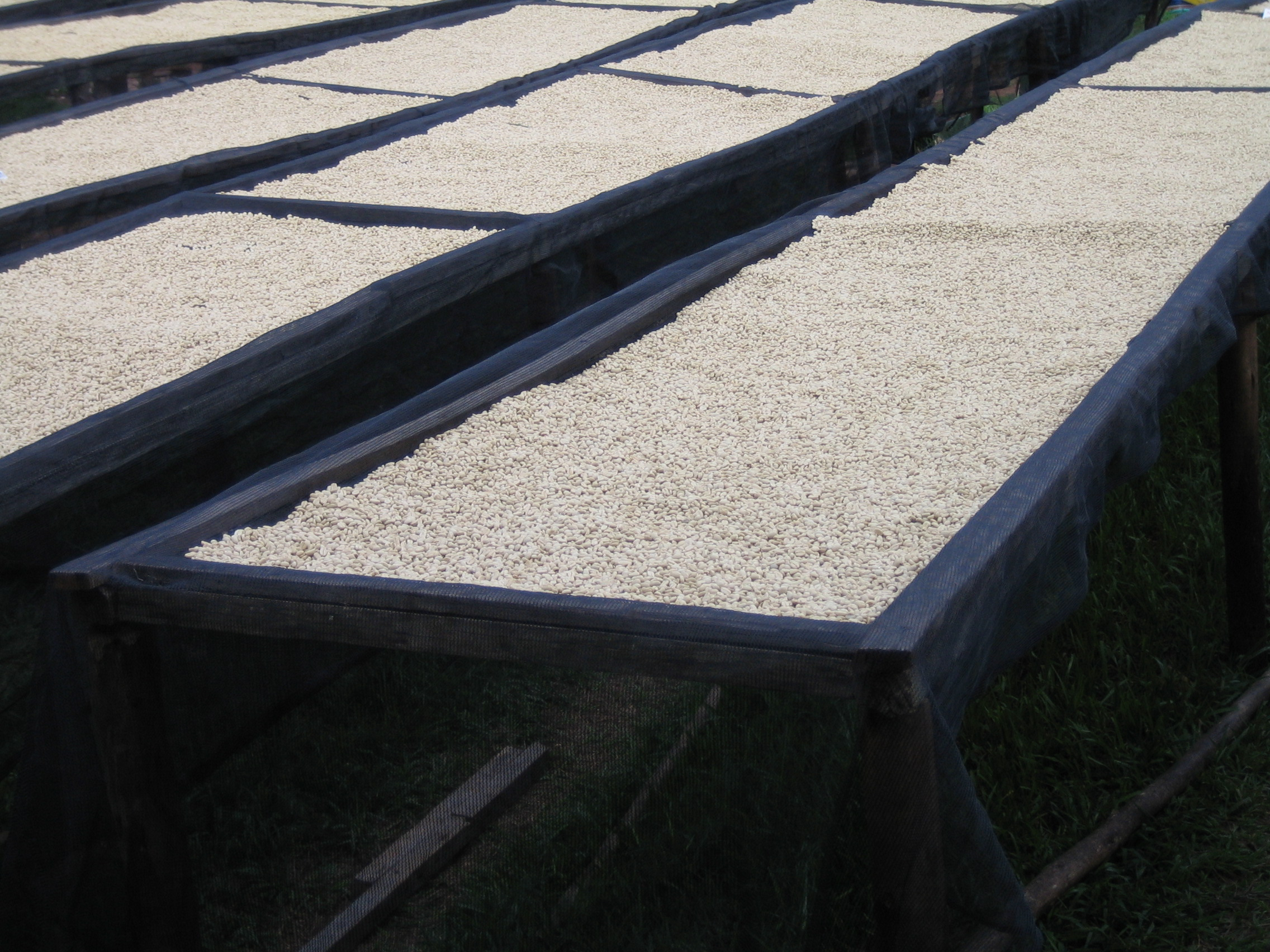
Grains lavés séchant sur égouttoirs

Les professionnels vont ensuite laver les grains plusieurs fois pour retirer le reste de leur peau et de leur pellicule et les mettent à sécher sur des égouttoirs à l'ombre. Les employés de la coopérative retourne régulièrement les grains et en profitent pour repérer et retirer les mauvais grains. On procède ensuite à un séchage plus long au soleil (jusqu'à deux semaines) en prévoyant une couverture rapide en cas de pluie, tout en continuant à retourner périodiquement les grains. Ce dernier processus réduit l'eau contenue dans le grain, passant de 40 % à 12 %.
Les spécialistes vont ensuite déplacer les grains au centre technique dans les environs de Kizi. Certaines machines, situées dans un entrepôt sur les pentes de la colline, retire la parche des grains. Les techniciens amènent ensuite les grains dans le laboratoire adjacent pour un contrôle qualité final – tri à la main – qui est effectué par plusieurs femmes expérimentées. Ces grains sont empaquetés et étiquetés en fonction de leur qualité, et stockés dans un entrepôt en attendant leur vente.